# Sir Safety Umbria Volley
Sir Safety Umbria Volley är en volleybollklubb (herrar) från Perugia, Italien. Klubben grundades 2001. Den debuterade i Superlega (högsta serien) säsongen 2014-2015 och har spelat i serien sedan dess. De har blivit italienska mästare en gång (2017-2018), vunnit italienska cupen två gånger (2017-2018 och 2018-2019) och vunnit italienska supercupen tre gånger (2017, 2019 och 2020).